# Gasa

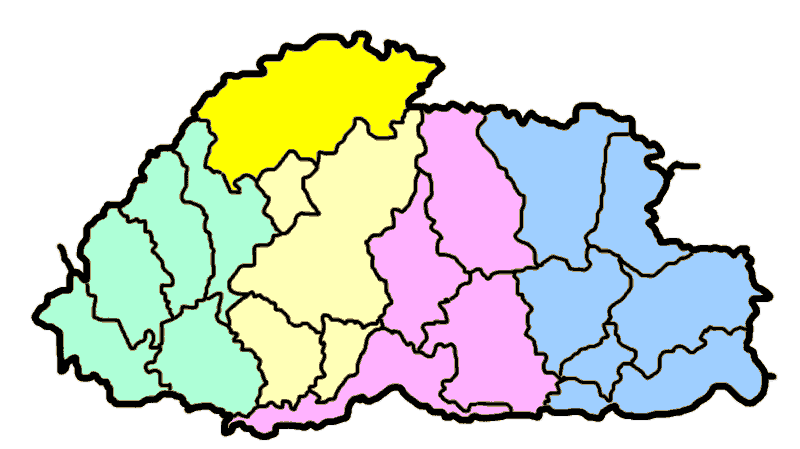
Localização de Gasa no Butão (amarelo destacado)

Gasa (Djongkha: མགར་ས་རྫོང་ཁག་) é um dos 20 distritos do Butão.